# Coenotephria anomala
Coenotephria anomala är en fjärilsart som beskrevs av Inoue 1954. Coenotephria anomala ingår i släktet Coenotephria och familjen mätare. Inga underarter finns listade i Catalogue of Life.